# (11448) Miahajduková
(11448) Miahajduková est un astéroïde de la ceinture principale.

## Description
(11448) Miahajduková est un astéroïde de la ceinture principale. Il fut découvert le 25 juin 1979 à l'observatoire de Siding Spring par Eleanor Francis Helin et Schelte J. Bus. Il présente une orbite caractérisée par un demi-grand axe de 2,23 UA, une excentricité de 0,20 et une inclinaison de 3,5° par rapport à l'écliptique.